# Jan Pijnenburg
Johannes Baptist Nobertus "Jan" Pijnenburg (15 de fevereiro de 1906 — 2 de dezembro de 1979) foi um ciclista holandês, que participava em competições de ciclismo de pista. Se tornou profissional em 1929 e permaneceu até 1940.

## Carreira
Antes de passar para o profissionalismo, participou nos Jogos Olímpicos de Amsterdã 1928, onde conquistou uma medalha de prata na prova de perseguição por equipes, junto com seus compatriotas Jan Maas, Piet van der Horst e Janus Braspennincx.
Como profissional, se destacou em corridas de seis dias. Também ganhou cinco campeonatos nacionais em pista profissional e amador. Durante sua carreira, Pijnenburg conseguiu mais de 300 vitórias.